# Comuna Lîtveakî, Lubnî
Lîtveakî (în ucraineană Литвяки) este o comună în raionul Lubnî, regiunea Poltava, Ucraina, formată din satele Cervoni Polohî, Jovtneve și Lîtveakî (reședința).

## Demografie
Componența lingvistică a comunei Lîtveakî
     Ucraineană (98,81%)
     Rusă (1,02%)
     Alte limbi (0,08%)
Conform recensământului din 2001, majoritatea populației comunei Lîtveakî era vorbitoare de ucraineană (98,81%), existând în minoritate și vorbitori de rusă (1,02%).